# Wilin Rosario
Wilin Rosario (nacido el 23 de febrero de 1989 en Bonao) es un receptor dominicano que pertenece a los Pericos de Puebla en la Liga Mexicana de Béisbol. Anteriormente jugó para los Rockies de Colorado.
En 2011, Rosario hizo su debut en Grandes Ligas con los Rockies de Colorado el 6 de septiembre contra los Diamondbacks de Arizona, yéndose de 3-0 con un boleto y anotando una carrera.
Rosario fue una sensación inmediata ya que rompió el récord de un cátcher dominicano, conectando 28 Cuadrangulares, impulsando 71 carreras y terminando con un promedio de .270, Pero a pesar de estos números no fue nominado Rockie del año. Algo que criticó mucho la fanaticada.

## Liga Dominicana
En la Liga Dominicana de Béisbol, Rosario milita para los Gigantes del Cibao. Hizo su debut el 14 de octubre de 2011, con las Águilas Cibaeñas ganando el premio al novato del año por haber conectado 7 cuadrangulares y remolcar 35 carreras en los dos meses de serie regular.
Recibió el Permiso de los Rockies para jugar en 2012 otra vez en la Liga de Béisbol Invernal de República Dominicana, debutó el día 25 de noviembre con un Cuadrangular y un sencillo.
El 5 de junio del 2020 fue cambiado a los Gigantes del Cibao por el relevista Junior Fernández.